# Exhale (Shoop Shoop)
Exhale (Shoop Shoop) is een nummer van de Amerikaanse zangeres Whitney Houston uit 1995. Het nummer staat op de soundtrack van de film Waiting to Exhale, waarin Houston zelf de hoofdrol speelt.
"Exhale (Shoop Shoop)" gaat over opgroeien en dingen laten gaan. Het nummer werd een nummer 1-hit in de Amerikaanse Billboard Hot 100. In Europa werd het een bescheiden hit. In de Nederlandse Top 40 haalde het de 7e positie, en in de Vlaamse Ultratop 50 de 22e.